# Нижнегридинский сельсовет
Нижнегридинский сельсовет — сельское поселение в Большесолдатском районе Курской области Российской Федерации.
Административный центр — деревня Нижнее Гридино.

## История
Статус и границы сельского поселения установлены Законом Курской области от 21 октября 2004 года № 48-ЗКО «О муниципальных образованиях Курской области».

## Население
| 2002 | 2010 | 2012 | 2013  | 2014 | 2015 | 2016 |
| ---- | ---- | ---- | ----- | ---- | ---- | ---- |
| 648  | ↗997 | ↘965 | ↗1004 | ↘993 | ↘938 | ↘907 |
| 2017 | 2018 | 2019 | 2020  | 2021 |      |      |
| ↘897 | ↘871 | ↘838 | ↘805  | ↗813 |      |      |

## Состав сельского поселения
| № | Населённый пункт | Тип населённого пункта          | Население |
| - | ---------------- | ------------------------------- | --------- |
| 1 | Верхнее Гридино  | село                            | ↘42       |
| 2 | Житень           | село                            | ↘50       |
| 3 | Извеково         | деревня                         | ↘49       |
| 4 | Исаевский        | посёлок                         | ↘31       |
| 5 | Немча            | село                            | ↘220      |
| 6 | Нижнее Гридино   | деревня, административный центр | ↘501      |
| 7 | Сула             | село                            | ↘104      |